# Alan Christie
Alan Christie (Alan Thomas Christie; * 14. Juni 1905 in Hamilton, Ontario; † 9. Januar 2002 in White Plains, New York) war ein kanadischer Sprinter, der sich auf den 400-Meter-Lauf spezialisiert hatte.
Bei den Olympischen Spielen 1924 in Paris wurde er Vierter in der 4-mal-400-Meter-Staffel und erreichte über 400 m das Viertelfinale.
Seine persönliche Bestzeit über 440 Yards von 49,2 s (entspricht 48,9 s über 400 m) stellte er am 20. September 1924 in Toronto auf.